# Isogona snowi
Isogona snowi (tên tiếng Anh: Snow's Owlet) là một loài bướm đêm thuộc họ Erebidae. Nó được tìm thấy ở miền nam Texas và México.
Sải cánh dài 20–25 mm. Con trưởng thành bay quanh năm.
Ấu trùng ăn Celtis pallida.